# Friedrich Fritschi
Friedrich Fritschi (* 5. Dezember 1851 in Hettlingen; † 29. Juni 1921 in Zürich) war ein Schweizer Politiker (Demokratische Partei), Verbandsfunktionär und Lehrer.

## Leben
Fritschi, Sohn eines Landwirts, absolvierte von 1867 bis 1871 das Lehrerseminar in Küsnacht. Anschliessend unterrichtete er bis 1874 in Vorder-Egg und bis 1881 in Enge. Daneben studierte er 1874 bis 1976 Sprachen und Geschichte an der Universität Zürich. Von 1881 bis 1884 studierte er in Paris, Florenz und London. Fritschi wirkte von 1884 bis 1903 in Neumünster (Zürich) als Sekundarlehrer. Ab 1890 war er verantwortlicher Redaktor der Schweizerischen Lehrerzeitung und von 1894 bis 1921 Präsident des Schweizerischen Lehrervereins. Von 1903 bis 1921 arbeitete er als Sekretär des Schweizerischen Lehrervereins. Von 1894 bis 1900 war Fritschi Vorstand der Schulsynode des Kantons Zürich und von 1898 bis 1917 Zürcher Erziehungsrat. Von 1905 bis 1921 war er Direktor des Pestalozzianums. Von 1895 bis 1913 vertrat er die Demokraten im Grossen Stadtrat von Zürich. Nach den Parlamentswahlen 1902 gehörte er bis 1919 dem Nationalrat an.